# 波格列比夫卡
49°29′46″N 24°40′17″E / 49.49611°N 24.67139°E
波格列比夫卡（烏克蘭語：Погребівка），是烏克蘭西部的村莊，隸屬伊萬諾-弗蘭科夫斯克州的伊萬諾-弗蘭科夫斯克區。該村面積1.77平方公里，2001年人口60，人口密度每平方公里34人。